# Eliteserien de 2024
A Eliteserien de 2024 foi a 80ª edição da principal divisão do futebol norueguês desde sua fundação em 1937. Essa é a oitava temporada da liga sob o nome Eliteserien, após a renomeação da antiga Tippeligaen. O detentor e defensor do título é o FK Bodø/Glimt.
A temporada começou em 31 de março e terminou em 1 de dezembro, sem incluir os Play-offs de Promoção/Rebaixamento.

## Regulamento
A Eliteserien é disputada por 16 clubes em 2 turnos todos os times jogam entre si uma única vez. Os jogos do segundo turno serão realizados na mesma ordem do primeiro, apenas com o mando de campo invertido. Não há campeões por turnos, sendo declarado campeão o time que obtiver o maior número de pontos após as 30 rodadas e rebaixados os 2 com menor número de pontos e 1 disputará os play-offs de rebaixamento contra o vencedor dos Play-offs da OBOS Ligaen. O campeonato produz duas vagas à Liga dos Campeões da UEFA e duas à Liga Conferência da UEFA.

### Critérios de desempate
Caso haja empate de pontos entre dois clubes, os critérios de desempate serão aplicados na seguinte ordem:
1. Saldo de gols
2. Gols marcados
3. Confronto direto
4. Fair play

## Participantes

### Promovidos e Rebaixados
| Pos | Promovidos da OBOS Ligaen de 2023 |
| --- | --------------------------------- |
| 1º  | Fredrikstad FK                    |
| 2º  | KFUM Oslo                         |
| 3º  | Kristiansund BK [en]              |

| Pos | Rebaixados da Eliteserien de 2023 |
| --- | --------------------------------- |
| 14º | Vålerenga                         |
| 15º | Stabæk Fotball                    |
| 16º | Aalesunds Fotballklubb            |

### Informações dos Clubes
| Equipe         | Cidade       | Estádio (mando)         | Capacidade | Títulos (último)    |
| -------------- | ------------ | ----------------------- | ---------- | ------------------- |
| FK Bodø/Glimt  | Bodø         | Aspmyra Stadion         | 7.354      | 3 (último em 2023)  |
| Brann          | Bergen       | Brann Stadion           | 18.500     | 3 (último em 2007)  |
| Fredrikstad FK | Fredrikstad  | Nye Fredrikstad Stadion | 13.300     | 9 (último em 1961)  |
| HamKam         | Hamar        | Briskeby Arena          | 7.600      | 0 (nenhum)          |
| Haugesund      | Haugesund    | Haugesund Stadion       | 8.754      | 0 (nenhum)          |
| KFUM Oslo      | Oslo         | KFUM Arena              | 3.300      | 0 (nenhum)          |
| Kristiansund   | Kristiansund | Kristiansund Stadion    | 4.444      | 0 (nenhum)          |
| Lillestrøm SK  | Lillestrøm   | Åråsen Stadion          | 12.250     | 5 (último em 1989)  |
| Molde FK       | Molde        | Aker Stadion            | 11.249     | 5 (último em 2022)  |
| Odd Grenland   | Skien        | Skagerak Arena          | 11.767     | 0 (nenhum)          |
| Rosenborg BK   | Trondheim    | Lerkendal Stadion       | 21.421     | 26 (último em 2018) |
| Sandefjord     | Sandefjord   | Jotun Arena             | 6.582      | 0 (nenhum)          |
| Sarpsborg 08   | Sarpsborg    | Sarpsborg Stadion       | 8.022      | 0 (nenhum)          |
| Strømsgodset   | Drammen      | Marienlyst Stadion      | 8.935      | 2 (último em 2013)  |
| Tromsø IL      | Tromsø       | Romssa Arena            | 6.687      | 0 (nenhum)          |
| Viking FK      | Stavanger    | Viking Stadion          | 15.900     | 8 (último em 1991)  |

## Classificação
| Pos | Equipe               | Pts | J  | V  | E  | D  | GP | GC | SG  | Classificação ou descenso                                    |
| --- | -------------------- | --- | -- | -- | -- | -- | -- | -- | --- | ------------------------------------------------------------ |
| 1   | FK Bodø/Glimt (C)    | 62  | 30 | 18 | 8  | 4  | 71 | 31 | +40 | Play-off da Liga dos Campeões da UEFA de 2025–26             |
| 2   | Brann                | 59  | 30 | 17 | 8  | 5  | 55 | 33 | +22 | 2ª. Pré-eliminatória da Liga dos Campeões da UEFA de 2025–26 |
| 3   | Viking               | 57  | 30 | 16 | 9  | 5  | 61 | 39 | +22 | 2ª. Pré-eliminatória da Liga Conferência da UEFA de 2025–26  |
| 4   | Rosenborg            | 53  | 30 | 16 | 5  | 9  | 52 | 39 | +13 | 2ª. Pré-eliminatória da Liga Conferência da UEFA de 2025–26  |
| 5   | Molde                | 52  | 30 | 15 | 7  | 8  | 64 | 36 | +28 |                                                              |
| 6   | Fredrikstad FK       | 51  | 30 | 14 | 9  | 7  | 39 | 35 | +4  |                                                              |
| 7   | Strømsgodset         | 38  | 30 | 10 | 8  | 12 | 32 | 40 | −8  |                                                              |
| 8   | KFUM Oslo            | 37  | 30 | 9  | 10 | 11 | 35 | 36 | −1  |                                                              |
| 9   | Futebol Sarpsborg 08 | 37  | 30 | 10 | 7  | 13 | 43 | 55 | −12 |                                                              |
| 10  | Sandefjord Fotball   | 34  | 30 | 9  | 7  | 14 | 41 | 46 | −5  |                                                              |
| 11  | Kristiansund         | 34  | 30 | 8  | 10 | 12 | 32 | 45 | −13 |                                                              |
| 12  | Hamarkameratene      | 33  | 30 | 8  | 9  | 13 | 34 | 39 | −5  |                                                              |
| 13  | Tromsø Idrettslag    | 33  | 30 | 9  | 6  | 15 | 34 | 44 | −10 |                                                              |
| 14  | Haugesund            | 33  | 30 | 9  | 6  | 15 | 29 | 46 | −17 | Play-offs de promoção/rebaixamento                           |
| 15  | Lillestrøm           | 24  | 30 | 7  | 3  | 20 | 33 | 63 | −30 | Zona de rebaixamento à OBOS Ligaen                           |
| 16  | Odd Grenland         | 23  | 30 | 5  | 8  | 17 | 26 | 54 | −28 | Zona de rebaixamento à OBOS Ligaen                           |

## Confrontos
| Mandante \ Visitante | BOD | BRA | FRE | HAM | HAU | KFU | KRI | LIL | MOL | ODD | ROS | SAN | SAR | STR | TRO | VIK |
| -------------------- | --- | --- | --- | --- | --- | --- | --- | --- | --- | --- | --- | --- | --- | --- | --- | --- |
| FK Bodø/Glimt        | —   | 5–1 | 2–2 | 3–0 | 4–2 | 2–2 | 4–0 | 5–2 | 1–1 | 3–1 | 2–3 | 1–1 | 6–0 | 1–0 | 4–0 | 1–0 |
| Brann                | 4–1 | —   | 0–2 | 1–0 | 1–1 | 2–0 | 2–1 | 2–1 | 1–3 | 2–0 | 3–0 | 2–1 | 1–3 | 0–0 | 4–0 | 1–1 |
| Fredrikstad FK       | 0–2 | 0–4 | —   | 1–0 | 1–0 | 0–0 | 1–1 | 2–1 | 0–0 | 2–0 | 2–2 | 1–0 | 2–2 | 4–1 | 0–0 | 3–2 |
| Hamarkameratene      | 1–0 | 1–2 | 0–1 | —   | 2–2 | 0–2 | 1–0 | 5–0 | 0–1 | 1–0 | 0–2 | 1–1 | 0–2 | 0–1 | 0–0 | 3–3 |
| Haugesund            | 0–1 | 0–1 | 1–0 | 0–1 | —   | 0–1 | 1–0 | 0–2 | 0–3 | 2–1 | 1–3 | 2–1 | 1–2 | 0–0 | 2–0 | 1–0 |
| KFUM Oslo            | 1–1 | 0–0 | 1–4 | 1–1 | 0–0 | —   | 1–2 | 2–0 | 1–1 | 0–0 | 1–0 | 3–3 | 1–2 | 1–3 | 0–1 | 1–2 |
| Kristiansund         | 2–4 | 2–2 | 3–1 | 1–1 | 2–2 | 1–1 | —   | 2–1 | 0–4 | 0–0 | 0–4 | 2–1 | 3–1 | 0–0 | 1–0 | 0–1 |
| Lillestrøm           | 0–5 | 0–2 | 0–3 | 1–1 | 0–1 | 2–1 | 2–3 | —   | 1–2 | 3–0 | 1–1 | 0–3 | 2–2 | 3–1 | 0–1 | 1–4 |
| Molde                | 3–3 | 2–1 | 6–1 | 3–0 | 2–1 | 2–3 | 2–0 | 3–0 | —   | 1–2 | 2–2 | 0–1 | 2–4 | 4–0 | 5–3 | 2–2 |
| Odd Grenland         | 0–2 | 0–3 | 0–2 | 1–2 | 1–2 | 1–3 | 1–1 | 2–1 | 0–4 | —   | 1–3 | 2–2 | 1–1 | 2–0 | 1–0 | 3–3 |
| Rosenborg            | 1–3 | 1–2 | 1–1 | 1–0 | 4–0 | 1–3 | 2–1 | 4–0 | 2–1 | 2–1 | —   | 2–0 | 1–1 | 1–0 | 1–0 | 2–1 |
| Sandefjord Fotball   | 2–1 | 2–2 | 0–1 | 1–2 | 4–3 | 2–1 | 1–0 | 0–1 | 3–1 | 1–0 | 0–1 | —   | 4–1 | 2–2 | 1–2 | 0–3 |
| Futebol Sarpsborg 08 | 1–2 | 1–1 | 0–1 | 1–7 | 2–2 | 0–2 | 0–2 | 1–0 | 2–2 | 0–1 | 4–1 | 2–1 | —   | 1–3 | 2–1 | 1–2 |
| Strømsgodset         | 0–1 | 2–3 | 2–0 | 1–1 | 2–0 | 1–0 | 2–2 | 3–2 | 1–0 | 1–1 | 1–0 | 1–1 | 2–1 | —   | 0–1 | 0–1 |
| Tromsø Idrettslag    | 0–0 | 2–4 | 3–0 | 3–3 | 0–1 | 1–2 | 0–0 | 1–2 | 0–2 | 4–0 | 3–2 | 3–0 | 0–3 | 2–0 | —   | 2–2 |
| Viking               | 1–1 | 1–1 | 1–1 | 3–0 | 5–1 | 1–0 | 2–0 | 1–4 | 1–0 | 3–3 | 4–2 | 3–2 | 1–0 | 5–2 | 2–1 | —   |

## Estatísticas
Atualizado em 24 de novembro de 2024.

### Artilheiros
| Pos. | Jogador              | Equipe         | Gols |
| ---- | -------------------- | -------------- | ---- |
| 1    | Kristian Eriksen     | Molde          | 14   |
| 2    | Kasper Høgh          | FK Bodø/Glimt  | 12   |
| 2    | Lars-Jørgen Salvesen | Viking         | 12   |
| 2    | Magnus Eikrem        | Molde          | 12   |
| 5    | Aune Selland Heggebø | Brann          | 11   |
| 6    | Johannes Nuñez       | KFUM Oslo      | 10   |
| 6    | Morten Bjørlo        | Fredrikstad FK | 10   |
| 6    | Ola Brynhildsen      | Molde          | 10   |
| 6    | Ole Sæter            | Rosenborg      | 10   |
| 6    | Zlatko Tripić        | Viking         | 10   |

### Assistentes
| Pos. | Jogador                 | Equipe            | Assists. |
| ---- | ----------------------- | ----------------- | -------- |
| 1    | Zlatko Tripić           | Viking            | 15       |
| 2    | Håkon Evjen             | FK Bodø/Glimt     | 9        |
| 3    | Nicklas Castro          | Brann             | 8        |
| 4    | Ole Didrik Blomberg     | Brann             | 7        |
| 4    | Runar Robinsonn Norheim | Tromsø Idrettslag | 7        |
| 4    | Sverre Halseth Nypan    | Rosenborg         | 7        |
| 6    | Felix Horn Myhre        | Brann             | 6        |
| 6    | Halldor Stevenik        | Molde             | 6        |
| 6    | Herman Stengel          | Strømsgodset      | 6        |
| 6    | Johannes Nuñez          | KFUM Oslo         | 6        |

### Clean sheets
| Pos. | Jogador               | Equipe            | Clean sheets |
| ---- | --------------------- | ----------------- | ------------ |
| 1    | Jonathan Fischer      | Fredrikstad FK    | 13           |
| 2    | Nikita Haikin         | FK Bodø/Glimt     | 12           |
| 3    | Matias Dyngeland      | Brann             | 11           |
| 4    | Jakob Haugaard        | Tromsø Idrettslag | 9            |
| 4    | Per Kristian Bråtveit | Strømsgodset      | 9            |
| 6    | Egil Selvik           | Haugesund         | 8            |
| 6    | Sander Tangvik        | Rosenborg         | 8            |
| 8    | Albert Posiadała      | Molde             | 7            |
| 8    | Emil Odegaard         | KFUM Oslo         | 7            |
| 10   | Marcus Sandberg       | Hamarkameratene   | 6            |

### Hat-tricks
| Jogador              | Para      | Contra             | Resultado | Data          | Ref.  |
| -------------------- | --------- | ------------------ | --------- | ------------- | ----- |
| Sverre Halseth Nypan | Rosenborg | Lillestrøm         | 4–0 (C)   | 21 de agosto  | [ 7 ] |
| Lars-Jørgen Salvesen | Viking    | Sandefjord Fotball | 3–2 (C)   | 2 de novembro | [ 8 ] |

### Poker-trick
| Jogador               | Para                 | Contra    | Resultado | Data        | Ref.  |
| --------------------- | -------------------- | --------- | --------- | ----------- | ----- |
| Henrik Wendel Meister | Futebol Sarpsborg 08 | Rosenborg | 4–1 (C)   | 12 de julho | [ 9 ] |